# غرينلاون (نيويورك)
غرينلاون (بالإنجليزية: Greenlawn CDP, New York)‏ هي منطقة سكنية تقع بولاية نيويورك في الولايات المتحدة. تبلغ مساحتها 9.5 كم2، وترتفع عن سطح البحر 69 م، بلغ عدد سكانها 13,742 نسمة في عام 2010 حسب إحصاء مكتب تعداد الولايات المتحدة وتصل الكثافة السكانية فيها 1,446.5 نسمة لكل كيلومتر مربع (3,746.4/ميل2).

## التركيبة السكانية
حدّد مكتب تعداد الولايات المتحدة بيانات التركيبة السكانية لغرينلاون في تعداد الولايات المتحدة. في ما يلي، التركيبة السكانية حسب تعدادي 2000 و2010.

### تعداد عام 2000
بلغ عدد سكان غرينلاون 13,286 نسمة بحسب تعداد عام 2000، وبلغ عدد الأسر 4,499 أسرة وعدد العائلات 3,346 عائلة مقيمة في المنطقة السكنية. في حين سجلت الكثافة السكانية 1,398.5 نسمة لكل كيلومتر مربع (3,622.1/ميل2). وبلغ عدد الوحدات السكنية 4,644 وحدة بمتوسط كثافة قدره 488.8 لكل كيلومتر مربع (1,266.0/ميل2).
وتوزع التركيب العرقي للمنطقة السكنية بنسبة 77.29% من البيض و15.26% من الأمريكيين الأفارقة و0.25% من الأمريكيين الأصليين و2.80% من الأمريكيين ذوي الأصول الآسيوية و0.03% من سكان جزر المحيط الهادئ و2.36% من الأعراق الأخرى و2.01% من عرقين مختلطين أو أكثر و6.81% من الهسبانيون أو اللاتينيون من أي عرق.
بلغ عدد الأسر 4,499 أسرة كانت نسبة 39.3% منها لديها أطفال تحت سن الثامنة عشر تعيش معهم، وبلغت نسبة الأزواج القاطنين مع بعضهم البعض 59.3% من أصل المجموع الكلي للأسر، ونسبة 12.1% من الأسر كان لديها معيلات من الإناث دون وجود شريك،  بينما كانت نسبة 3% من الأسر لديها معيلون من الذكور دون وجود شريكة وكانت نسبة 25.6% من غير العائلات. تألفت نسبة 21.6% من أصل جميع الأسر من عدة أفراد يعيشون في نفس المنزل ونسبة 13.3% كانت تتألف من شخص يعيش بمفرده يبلغ من العمر 65 عاماً أو أكثر. وبلغ متوسط حجم الأسرة المعيشية 2.89، أما متوسط حجم العائلات فبلغ 3.38.
بلغ العمر الوسطي للسكان 39.0 عاماً. وكانت نسبة 26% من القاطنين تحت سن الثامنة عشر، وكانت نسبة 5.8% بين الثامنة عشر والرابعة والعشرين عاماً، ونسبة 29.2% كانت واقعةً في الفئة العمرية ما بين الخامسة والعشرين والرابعة والأربعين عاماً، ونسبة 23.1% كانت ما بين الخامسة والأربعين والرابعة والستين، ونسبة 13.6% كانت ضمن فئة الخامسة والستين عاماً فما فوق. يوجد لكل 100 أنثى 90.7 ذكر، ويوجد لكل 100 أنثى في الثامنة عشر من عمرها فما فوق 85.5 ذكر.
بلغ متوسط دخل الأسرة في المنطقة السكنية 64,201 دولارًا، أما متوسط دخل العائلة فبلغ 76,917 دولارًا. وكان متوسط دخل الذكور 48,812 دولارًا مقابل 33,727 دولارًا للإناث. وسجل دخل الفرد الخاص بالمنطقة السكنية 26,179 دولارًا. وكانت نسبة 2.3% من العائلات ونسبة 4.5% من السكان تحت خط الفقر، وكان من هؤلاء نسبة 4.7% تحت سن الثامنة عشر ونسبة 6.6% في الخامسة والستين من العمر وما فوق.

### تعداد عام 2010
بلغ عدد سكان غرينلاون 13,742 نسمة بحسب تعداد عام 2010، وبلغ عدد الأسر 4,560 أسرة وعدد العائلات 3,345 عائلة مقيمة في المنطقة السكنية. في حين سجلت الكثافة السكانية 1,446.5 نسمة لكل كيلومتر مربع (3,746.4/ميل2). وبلغ عدد الوحدات السكنية 4,722 وحدة بمتوسط كثافة قدره 497.1 لكل كيلومتر مربع (1,287.5/ميل2).
وتوزع التركيب العرقي للمنطقة السكنية بنسبة 73.99% من البيض و13.94% من الأمريكيين الأفارقة و0.38% من الأمريكيين الأصليين و4.10% من الأمريكيين ذوي الأصول الآسيوية و0.01% من سكان جزر المحيط الهادئ و4.90% من الأعراق الأخرى و2.68% من عرقين مختلطين أو أكثر و12.55% من الهسبانيون أو اللاتينيون من أي عرق.
بلغ عدد الأسر 4,560 أسرة كانت نسبة 39.6% منها لديها أطفال تحت سن الثامنة عشر تعيش معهم، وبلغت نسبة الأزواج القاطنين مع بعضهم البعض 57.8% من أصل المجموع الكلي للأسر، ونسبة 11.9% من الأسر كان لديها معيلات من الإناث دون وجود شريك،  بينما كانت نسبة 3.7% من الأسر لديها معيلون من الذكور دون وجود شريكة وكانت نسبة 26.6% من غير العائلات. تألفت نسبة 22.4% من أصل جميع الأسر من عدة أفراد يعيشون في نفس المنزل ونسبة 13.8% كانت تتألف من شخص يعيش بمفرده يبلغ من العمر 65 عاماً أو أكثر. وبلغ متوسط حجم الأسرة المعيشية 2.94، أما متوسط حجم العائلات فبلغ 3.45.
بلغ العمر الوسطي للسكان 41.9 عاماً. وكانت نسبة 25.6% من القاطنين تحت سن الثامنة عشر، وكانت نسبة 6.9% بين الثامنة عشر والرابعة والعشرين عاماً، ونسبة 22.7% كانت واقعةً في الفئة العمرية ما بين الخامسة والعشرين والرابعة والأربعين عاماً، ونسبة 28.2% كانت ما بين الخامسة والأربعين والرابعة والستين، ونسبة 16.6% كانت ضمن فئة الخامسة والستين عاماً فما فوق. وتوزع التركيب الجنسي للسكان بنسبة 48% ذكور و52% إناث.